# Rumâni (categorie socială)
Rumân era termenul folosit în trecut pentru țăranul neliber din Țara Românească ce avea statutul de șerb, clăcaș, în timp ce în Moldova era folosit cuvântul vecin, iar în Transilvania pentru că erau de mai multe categorii li se spunea iobagi și slugi. Aceștia depindeau de un stăpân care putea să fie domnul, un boier sau o mănăstire și locuiau pe moșia stăpânului, formând sate domnești boierești sau mănăstirești. 
În documentele slavone țăranii neliberi erau numiți "uboghie liudi" "vecini", uneori "vlahi" sau "poslușnici".

## Vezi și
- Bir

 Acest articol despre un subiect legat de  istoria României este deocamdată un ciot. Puteți ajuta Wikipedia prin completarea sa.